# Festival di Cannes 1987
La 40ª edizione del Festival di Cannes si è svolta a Cannes dal 7 al 19 maggio 1987.
La giuria presieduta dall'attore francese Yves Montand ha assegnato la Palma d'oro per il miglior film a Sotto il sole di Satana di Maurice Pialat, un premio inaspettato e molto contestato. Ricevendolo, il regista replicò così ai fischi: «Si vous ne m'aimez pas je peux vous dire que je ne vous aime pas non plus (Se non vi piaccio, posso dirvi che neanche voi mi piacete)».
Per la prima volta la cerimonia di premiazione è stata trasmessa in diretta televisiva via satellite in tutto il mondo.

## Selezione ufficiale

### Concorso
- Pentimento (Monanieba), regia di Tengiz Abuladze (Unione Sovietica)
- Aria, regia di Robert Altman, Bruce Beresford, Bill Bryden, Jean-Luc Godard, Derek Jarman, Franc Roddam, Nicolas Roeg, Ken Russell, Charles Sturridge e Julien Temple (Gran Bretagna)
- Pierre et Djemila, regia di Gérard Blain (Francia)
- Yeelen, la luce (Yeelen), regia di Souleymane Cissé (Mali/Burkina Faso/Francia/Germania)
- Champ d'honneur, regia di Jean-Pierre Denis (Francia)
- Um trem para as estrelas, regia di Carlos Diegues (Brasile/Francia)
- Prick Up - L'importanza di essere Joe (Prick Up Your Ears), regia di Stephen Frears (Gran Bretagna)
- Il ventre dell'architetto (The Belly of an Architect), regia di Peter Greenaway (Gran Bretagna/Italia)
- Il mezzano (Zegen), regia di Shōhei Imamura (Giappone)
- I diffidenti (Shy People), regia di Andrei Konchalovsky (USA)
- Un uomo innamorato (Un homme amoureux), regia di Diane Kurys (Francia/Italia)
- Az utolsó kézirat, regia di Károly Makk (Ungheria)
- Oci ciornie, regia di Nikita Mikhalkov (Italia)
- Shinran: Shiroi michi, regia di Rentarō Mikuni (Giappone)
- Lo zoo di vetro (The Glass Menagerie), regia di Paul Newman (USA)
- Sotto il sole di Satana (Sous le soleil de Satan), regia di Maurice Pialat (Francia)
- Cronaca di una morte annunciata, regia di Francesco Rosi (Colombia/Francia/Italia)
- Barfly - Moscone da bar (Barfly), regia di Barbet Schroeder (USA)
- La famiglia, regia di Ettore Scola (Italia/Francia)
- Il cielo sopra Berlino (Der Himmel über Berlin), regia di Wim Wenders (Germania/Francia)

### Fuori concorso
- Radio Days, regia di Woody Allen (USA)
- Le balene d'agosto (The Whales of August), regia di Lindsay Anderson (USA)
- Hôtel du Paradis, regia di Jana Bokova (Francia/Gran Bretagna)
- Caméra arabe, regia di Férid Boughedir (Tunisia)
- Arizona Junior (Raising Arizona), regia di Joel Coen (USA)
- Macbeth, regia di Claude d'Anna (Francia/Belgio)
- Qualcosa di travolgente (Something Wild), regia di Jonathan Demme (USA)
- Intervista, regia di Federico Fellini (Italia)
- Aida, regia di Clemente Fracassi (Italia)
- Louise, regia di Abel Gance (Francia)
- Le cinéma des divas, regia di Yvon Gerault e Alain Duault (Francia)
- Le cinéma dans les yeux, regia di Laurent e Gilles Jacob (Francia)
- Hei pao shi jian, regia di Jianxin Huang (Cina)
- Awdat mowatin, regia di Mohamed Khan (Egitto)
- Futurismo - Un dramma passionale nell'anno 1950 (L'inhumaine), regia di Marcel L'Herbier (Francia)
- The Sentimental Bloke, regia di Raymond Longford (Australia)
- I ragazzi duri non ballano (Tough Guys Don't Dance), regia di Norman Mailer (USA)
- Il medium, regia di Gian Carlo Menotti (Italia/USA)
- Don Chiosciotte (Don Quichotte), regia di Georg Wilhelm Pabst (Francia)
- Wahnfried, regia di Peter Patzak (Germania/Francia)
- Legko Li Byt'molodym, regia di Juris Podnieks (Unione Sovietica)
- Rigoletto, regia di Jean-Pierre Ponnelle (Germania)
- Feathers, regia di John Ruane (Australia)
- Boris Godounov, regia di Vera Stroyeva (Unione Sovietica)
- Good morning Babilonia, regia di Paolo e Vittorio Taviani (Italia/Francia/USA)
- Slamdance - Il delitto di mezzanotte (Slam Dance), regia di Wayne Wang (Gran Bretagna/USA)
- Pagliacci, regia di Franco Zeffirelli (Italia/Germania)

### Un Certain Regard
- Il pranzo di Babette (Babettes Gaestebud), regia di Gabriel Axel (Danimarca)
- Das Weite Land (lett. La terra lontana), regia di Luc Bondy (Austria/Germania/Francia/Italia)
- La casa di Bernarda Alba (La casa de Bernarda Alba), regia di Mario Camus (Spagna)
- Hôtel de France, regia di Patrice Chéreau (Francia)
- Robinzonada, ili Moj anglijskij deduška (lett. Robinzonada, o il mio nonno inglese), regia di Nana Džordžadze (URSS)
- Sofía, regia di Alejandro Doria (Argentina)
- Qualcuno da amare (Someone to Love), regia di Henry Jaglom (USA)
- Prostaja smert (lett. Una morte facile), regia di Aleksandr Kajdanovskij (URSS)
- Destino cieco (Przypadek), regia di Krzysztof Kieślowski (Polonia)
- Yer demir gök bakir, regia di Zülfü Livaneli (Germania/Turchia)
- Hud, regia di Vibeke Løkkeberg (Norvegia)
- ...E la ricerca della felicità (And the Pursuit of Happiness), regia di Louis Malle (USA)
- Un mese in campagna (A Month in the Country), regia di Pat O'Connor (Gran Bretagna)
- Cartoline italiane, regia di Memè Perlini (Italia)
- Tutti colpevoli (A Gathering of Old Men), regia di Volker Schlöndorff (USA/Germania)
- Jenatsch, regia di Daniel Schmid (Svizzera/Francia/Germania)
- Un hombre de éxito, regia di Humberto Solás (Cuba)
- Epidemic, regia di Lars von Trier (Danimarca)
- Ormens väg på hälleberget (lett. La via del serpente sulla roccia), regia di Bo Widerberg (Svezia)
- Una ragazza di nome Xiao Xiao (Xiangnu xiaoxiao), regia di Xie Fei e Wu Ulan (Cina)
- Kong bu fen zi, regia di Edward Yang (Taiwan/Hong Kong)

## Settimana internazionale della critica
- To dendro pou pligoname, regia di Dimos Avdeliodis (Grecia)
- Sotto il segno di Orione (Ngati), regia di Barry Barclay (Nuova Zelanda)
- Où que tu sois, regia di Alain Bergala (Francia)
- Du mich auch, regia di Anja Franke, Dani Levy e Helmut Berger (Germania)
- Quell'ultimo giorno - Lettere di un uomo morto, regia di Konstantin Lopušanskij (URSS)
- Angelus novus, regia di Pasquale Misuraca (Italia)
- La scelta (Yam Daabo), regia di Idrissa Ouédraogo (Burkina Faso/Francia)

## Quinzaine des Réalisateurs
- Home of the Brave, regia di Laurie Anderson (USA)
- Rita, Sue e Bob in più (Rita, Sue and Bob Too), regia di Alan Clarke (Gran Bretagna)
- Mascara, regia di Patrick Conrad (Belgio/Paesi Bassi/Francia)
- Made in USA, regia di Ken Friedman (USA)
- Hol volt, hol nem volt, regia di Gyula Gazdag (Ungheria)
- Ombre nel Paradiso (Varjoja paratiisissa), regia di Aki Kaurismäki (Finlandia)
- Heaven, regia di Diane Keaton (USA)
- Nozze in Galilea (Urs al-jalil), regia di Michel Khleifi (Israele/Francia/Belgio)
- Dilan, regia di Erden Kiral (Turchia)
- Zoo di notte (Un zoo la nuit), regia di Jean-Claude Lauzon (Canada)
- Vorrei che tu fossi qui! (Wish You Were Here), regia di David Leland (Gran Bretagna)
- Malom a pokolban, regia di Gyula Maár (Ungheria)
- I fotografia, regia di Nikos Papatakis (Francia/Grecia)
- Andjeo cuvar, regia di Goran Paskaljevic (Jugoslavia)
- Dagboek van een oude dwaas, regia di Lili Rademakers (Paesi Bassi/Belgio/Francia)
- Ho sentito le sirene cantare (I've Heard the Mermaids Singing), regia di Patricia Rozema (Canada)
- Matewan, regia di John Sayles (USA)
- Street Smart - Per le strade di New York (Street Smart), regia di Jerry Schatzberg (USA)
- The Surfer, regia di Frank Shields (Australia)

## Giurie

### Concorso
- Yves Montand, attore (Francia) - presidente
- Theodoros Angelopoulos, regista (Grecia)
- Gérald Calderon, produttore (Francia)
- Danièle Heymann, critico (Francia)
- Elem Klimov, regista (Unione Sovietica)
- Norman Mailer, scrittore (USA)
- Nicola Piovani, compositore (Italia)
- Jerzy Skolimowski, regista (Polonia)
- Jeremy Thomas, produttore (Gran Bretagna)

### Caméra d'or
- Maurice Leroux, compositore (Francia) - presidente
- Freddy Buache, giornalista (Svizzera)
- Michel Ciment, critico (Francia)
- M. Hidalgo, giornalista (Spagna)
- Bernard Jubard (Francia)
- Michael Kutza, cinefilo (USA)
- Claude Weisz, regista (Francia)

## Palmarès
- Palma d'oro: Sotto il sole di Satana (Sous le soleil de Satan), regia di Maurice Pialat (Francia)
- Premio del 40º anniversario: Intervista, regia di Federico Fellini (Italia)
- Grand Prix Speciale della Giuria: Pentimento (Monanieba), regia di Tengiz Abuladze (Unione Sovietica)
- Premio della giuria: Shinran: Shiroi michi, regia di Rentarō Mikuni (Giappone) ex aequo Yeelen, la luce (Yeelen), regia di Souleymane Cissé (Mali/Burkina Faso/Francia/Germania)
- Prix d'interprétation féminine: Barbara Hershey - I diffidenti (Shy People), regia di Andrei Konchalovsky (USA)
- Prix d'interprétation masculine: Marcello Mastroianni - Oci ciornie, regia di Nikita Mikhalkov (Italia)
- Prix de la mise en scène: Wim Wenders - Il cielo sopra Berlino (Der Himmel über Berlin) (Germania/Francia)
- Premio per il contributo artistico: Stanley Myers - Prick Up - L'importanza di essere Joe (Prick Up Your Ears), regia di Stephen Frears (Gran Bretagna)
- Grand Prix tecnico: Le cinéma dans les yeux, regia di Laurent Jacob e Gilles Jacob (Francia)
- Caméra d'or: Robinzoniada, anu chemi ingliseli Papa, regia di Nana Djordjadze (Unione Sovietica)
- Premio FIPRESCI: Pentimento (Monanieba), regia di Tengiz Abuladze (Unione Sovietica) ex aequo Nozze in Galilea (Urs al-jalil), regia di Michel Khleifi (Israele/Francia/Belgio) ex aequo Vorrei che tu fossi qui! (Wish You Were Here), regia di David Leland (Gran Bretagna)
- Premio della giuria ecumenica: Pentimento (Monanieba), regia di Tengiz Abuladze (Unione Sovietica)
- Premio della giuria ecumenica - Menzione speciale: Il pranzo di Babette (Babettes Gaestebud), regia di Gabriel Axel (Danimarca) ex aequo Yeelen, la luce (Yeelen), regia di Souleymane Cissé (Mali/Burkina Faso/Francia/Germania)